# Synagoga v Jirkově
Synagoga v Jirkově se nachází ve východní části města Jirkov, v ulici 5. května. Postavena byla v letech 1846 až 1847 v klasicistním slohu podle plánů stavitele Dietricha a byla činná až do třicátých let 20. století. Během druhé světové války unikla demolici a v poválečném období sloužila jako sklad. V současnosti je využívána jako skladiště při sběrně odpadů. Budovu v roce 2016 koupilo město Jirkov s cílem zrekontruovat a využívat ji k pořádání výstav, koncertů a jiných společenských akcí.